# 강안선

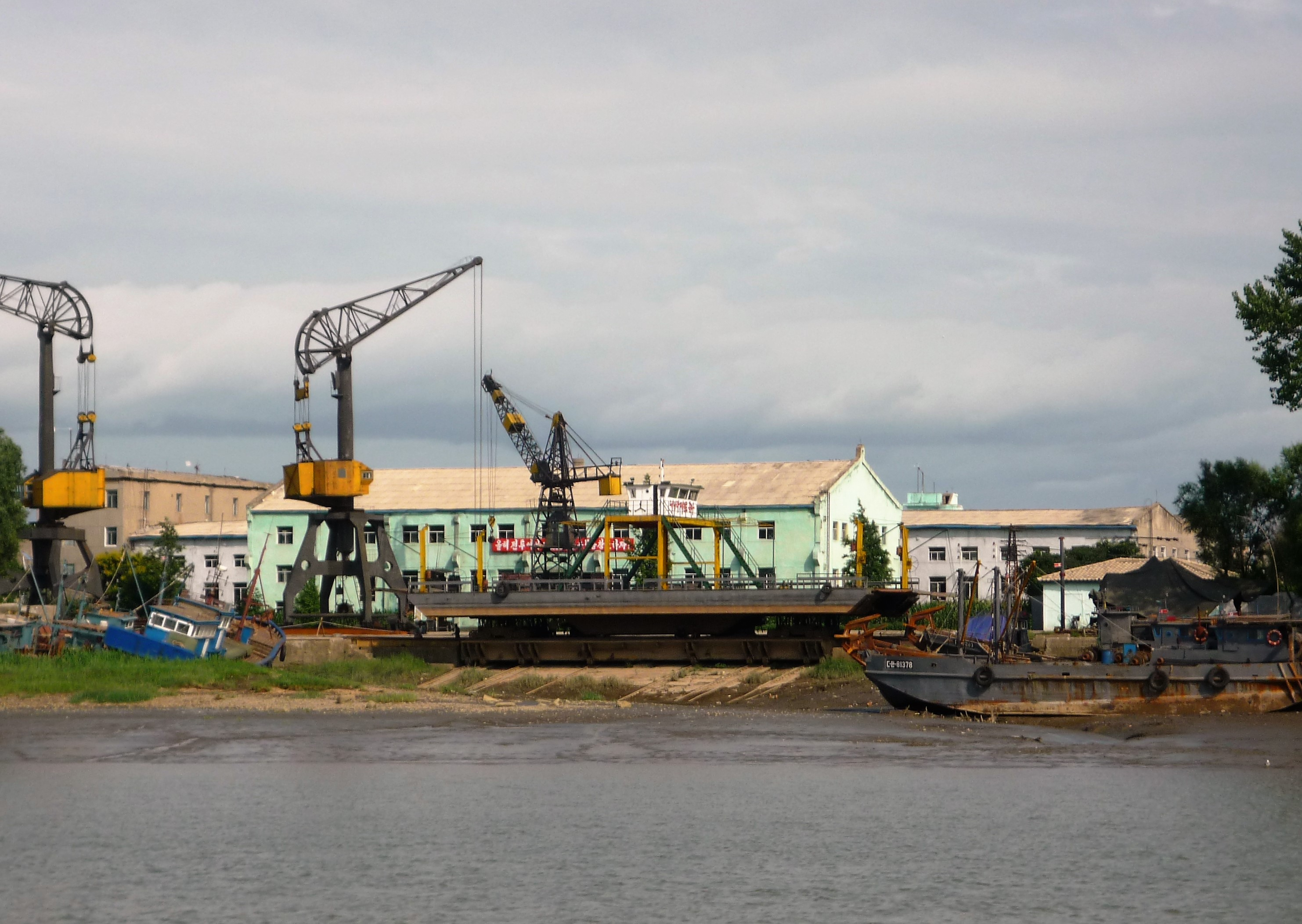

강안선(江岸線)은 평안북도 신의주시에 있는 신의주청년역과 강안역을 연결하는, 조선민주주의인민공화국의 철도노선이다.

## 노선 정보
- 구간과 거리 : 신의주청년역~강안역 1.8 km
- 역 수 : 2개(양단역 포함)
- 궤도 간격 : 1435mm(표준궤)
- 전철화 구간 : 없음
- 복선 구간 : 없음

## 연혁
- 1911년 11월 1일 : 신의주역~신의주하급소역(강안역) 구간(1.8 km)이 기존의 경의선과 분리됨(경의선 문서를 참조할 것)[1]
- 1935년 11월 1일 : 빈정역(일본어: 濱町驛) 개업(신의주역 기점 1.1 km 지점)[2]
- 1936년 6월 1일 : 신의주하급소역을 신의주강안역으로 개명하고, 이 노선의 명칭을 신의주강안선으로 변경함[3]
- 1941년 11월 15일 : 빈정역 폐지[4]
- 1943년 3월 31일 : 본선의 여객영업이 폐지됨[5]
- 1943년 12월 20일 : 본선의 운수영업이 폐지됨, 이에 따라 일반화물의 업무는 신의주역으로 이관됨[6]

## 역 목록
- 신의주청년역(新義州靑年驛)
- 강안역(江岸驛)